# María Enríquez de Castilla
María Enríquez de Castilla (segunda mitad del siglo XIV - 1388) fue una infanta de Castilla. Era hija del rey Enrique II de Castilla y de su amante Beatriz Ponce de León. Su nombre aparece citado en el testamento regio del 29 de mayo de 1374, en la que el monarca encomienda su cuidado a su esposa e hijos legítimos.
En 1379 casó con Diego Hurtado de Mendoza, X señor de Mendoza y almirante de Castilla, y el 26 de abril de ese año Enrique II le donó en concepto de dote los lugares de Cogolludo, Loranca de Tajuña y Tendilla. De este matrimonio nacieron Pedro, que murió accidentalmente siendo niño, y Aldonza, después duquesa de Arjona.